# Saint-Pierre-moskee
De Saint-Pierre-moskee is een moskee op het Franse eiland Réunion. Ze is gelegen in het centrum van de hoofdstad Saint-Denis en werd tussen 1972 en 1975 gebouwd op de plaats van een eerdere moskee die in 1913 werd ingehuldigd. Ze heeft een unieke minaret van 42 meter hoog.